# Ses Païsses (Sant Antoni de Portmany)
Ses Païsses és un nucli de població dins el terme de Sant Antoni de Portmany, a l'illa d'Eivissa. Està situat a l'oest de l'illa, a 2 quilòmetres de distància del poble de Sant Antoni. El nucli de població està situat a la part de Can Bonet.
És un barri residencial de vivendes que disposa de serveis com un banc, una benzinera, la caserna de la Guàrdia Civil, un supermercat, un poliesportiu, petits negocis comercials, dos parcs, un Centre Social, i el col·legi Can Bonet, que està dirigit per la Fundació Diocesana i és un col·legi dels més antics del municipi. Disposa d'una parròquia (Sa Sagrada Familia) inaugurada com a tal el día 24 de setembre de 2018.
Aquesta és una mostra d'arquitectura religiosa contemporània desenvolupada a l'illa d'Eivissa durant el segle xx, caracteritzada pels nous estils i formes racionalistes. Aquesta obra va ser projectada pel arquitecte eivissenc Josep Antoni Zornoza Tur.